# متلازمة أوباما (كتاب)
متلازمة أوباما: الاستسلام في الداخل، الحرب في الخارج هو كتاب صدر عام 2010 للكاتب البريطاني الباكستاني والصحفي والناشط السياسي والمؤرخ طارق علي.

## ملخص
الكتاب، الذي وصف بأنه «تشريح لا يرحم لتصعيد أوباما في الخارج والتراجع الداخلي»، ينتقد بشدة رئاسة باراك أوباما. يقول علي أنه لم يتغير شيء يذكر منذ ترك جورج دبليو بوش منصبه، مع استمرار استرضاء إسرائيل، والتخلي عن الإصلاح المحلي الحقيقي، واستمرار التعذيب وضربات الطائرات بدون طيار وإنقاذ وول ستريت دون إصلاح.

## استقبال
في الغاريان، كتب سترايكر ماجواير محرر إل إس إيه ريفيو، «لقد كنت مستعدًا لكره متلازمة أوباما: الاستسلام في الداخل، الحرب في الخارج أكثر مما فعلت في النهاية»، و «بعد تجريده من نزعة مدرسة غور فيدال، الكتاب يحتوي على بعض الأشياء المعقولة ليقولها عن رئاسة أوباما»، بينما كتب المراجع في صحيفة نيويورك جورنال أوف بوكس «موقف علي التقدمي يواجه الأوهام التي تم بيعها للناخبين في عام 2008 من قبل وسائل الإعلام المتوافقة والشركات الرأسمالية.»